# Río Almar
Río Almar är ett vattendrag i Spanien. Det ligger i den centrala delen av landet, 160 km väster om huvudstaden Madrid.